# Echinosteliida
Die Echinosteliida sind eine Ordnung von Schleimpilzen aus der Gruppe der Myxogastria mit rund 20 Arten. Aufgrund ihrer geringen Größe werden sie in der freien Natur meist übersehen.

## Merkmale und Ökologie
Die Arten der Echinosteliida sind ausgesprochen klein. Ihre Vertreter haben gestielte Sporangien mit einem Durchmesser von meist weniger als 0,5 Millimetern, selten bis 1,5 Millimeter. Der Sporenbehälter ist rund, die Sporenmassen weiß, rosa oder hellbraun.
Echinosteliida-Arten besiedeln meist die Rinde lebender Bäume und Kletterpflanzen, insbesondere die Arten der Gattung Echinostelium sind dort häufig.

## Systematik
Die Ordnung wurde 1976 von H.W. Keller und T.E. Brooks erstbeschrieben und umfasst 3 Gattungen in zwei Familien:
- Familie Echinosteliedae
  - Echinostelium
- Familie Clastodermidae
  - Barbeyella
  - Clastoderma

Ihre genaue Position innerhalb der Myxogastria ist unklar, die bisherigen Ergebnisse molekulargenetischer Untersuchungen sind widersprüchlich.

## Nachweise
Fußnoten direkt hinter einer Aussage belegen die einzelne Aussage, Fußnoten direkt hinter einem Satzzeichen den gesamten vorangehenden Satz. Fußnoten hinter einer Leerstelle beziehen sich auf den kompletten vorangegangenen Absatz.
1. 1 2 3 4  Michael J. Dykstra, Harold W. Keller: Mycetozoa. In: John J. Lee, G. F. Leedale, P. Bradbury (Hrsg.): An Illustrated Guide to the Protozoa. Band 2. Allen, Lawrence 2000, ISBN 1-891276-23-9 (englisch).
2. ↑  Anna Maria Fiore-Donno, Sergey I. Nikolaev, Michaela Nelson, Jan Pawlowski, Thomas Cavalier-Smith, Sandra L. Baldauf: Deep Phylogeny and Evolution of Slime Moulds (Mycetozoa). In: Protist, Volume 161, Issue 1, S. 55–70, 2010.